# 不名誉
| ウィキペディアには「不名誉」という見出しの百科事典記事はありません（タイトルに「不名誉」を含むページの一覧/「不名誉」で始まるページの一覧）。 代わりにウィクショナリーのページ「不名誉」が役に立つかもしれません。 |